# Grateful Dead
Grateful Dead foi uma banda norte-americana de rock formada em 1965 na cidade de São Francisco, Califórnia, berço do movimento hippie. O grupo era conhecido por seu estilo único e também por seu ecletismo, já que fundia em suas composições elementos do rock, folk, country, psicodelia, jazz, blues e música experimental, além das performances que se transformavam numa longa sessão de improvisações; esta característica os fez serem caracterizados como uma jam band. "A música deles", escreveu Lenny Kaye, guitarrista de Patti Smith, "alcança níveis que a maioria dos outros grupos sequer sabiam da existência."
Tanta singularidade deu origem a fãs que chegavam a seguir a banda de show em show durante anos. Os admiradores mais fanáticos do Grateful Dead ficaram conhecidos como "deadheads". A louvação é tanta e tão duradoura que leilões realizados em 2007, com objetos pessoais de um dos principais expoentes da banda, Jerry Garcia, morto em 1995, chegaram a arrecadar mais de um milhão de dólares. Banheira, pia e até mesmo o vaso sanitário do guitarrista e vocalista do Grateful Dead foram arrematados por fãs, interessados em guardar algum souvenir de uma das lendas do rock.
Em "Os Melhores Artistas de Todos Os Tempos", o ranking das melhores bandas feito pela revista Rolling Stone, a banda ficou em 55º lugar.
No ano de 2015, a banda anunciou um projeto de supergrupo, o Dead & Company. O projeto envolveu os membros fundadores da banda, Bob Weir, Phil Lesh e Bill Kreutzmann em parceria com músico e guitarrista John Mayer e outros membros póstumos a morte de Jerry Garcia - como o baixista do Allman Brothers, Oteil Burbridge e o tecladista Jeff Chimenti. O supergrupo, em 2016, excursionou em uma tour pelos Estados Unidos com John Mayer.

## Integrantes

### Formação original
- Jerry Garcia - guitarra, vocais (1965 - 1995)
- Bob Weir - guitarra, vocais (1965 - 1995)
- Phil Lesh - baixo, vocais (1965 - 1995)
- Bill Kreutzmann - bateria (1965 - 1995)
- "Pigpen" McKernan - teclado, vocais, gaita, percussão (1965 - 1973)

### Outros integrantes
- Mickey Hart - bateria (1967 - 1971, 1975 - 1995)
- Tom Constanten - teclado (1968 - 1970)
- Keith Godchaux - teclado (1971 - 1979)
- Donna Godchaux - vocais (1972 - 1979)
- Brent Mydland - vocais, teclado (1979 - 1990)
- Vince Welnick - vocais, teclado (1990 - 1995)

## Discografia
- The Grateful Dead (1967)
- Anthem of the Sun (1968)
- Two from the Vault (1968)
- Live/Dead (1969)
- Aoxomoxoa (1969)
- History of the Grateful Dead, Volume One (Bear's Choice) (1970)
- American Beauty (1970)
- Workingman's Dead (1970)
- Grateful Dead (1971)
- Hundred Year Hall (1972)
- Europe '72 (1972)
- Skeletons from the Closet (Best of the Grateful Dead) (1973)
- Wake of the Flood (1973)
- Grateful Dead from the Mars Hotel (1974)
- Steal Your Face (1974)
- One from the Vault (1975)
- Blues for Allah (1975)
- Terrapin Station (1977)
- What a Long Strange Trip It's Been (1977)
- Shakedown Street (1978)
- Go to Heaven (1980)
- Dead Set (1981)
- Reckoning (1981)
- In the Dark (1987)
- Built to Last (1989)
- Dylan and the Dead (1989)
- Dozin' at the Knick (1990)
- Without a Net (1990)
- Infrared Roses (1991)
- Grayfolded (1996)
- Grateful Dead 1977-1995 (1996)
- The Arista Years (1996)
- Fallout from the Phil Zone (1997)
- So Many Roads 1965-1995 (1999)
- Golden Road (2001)
- Postcards of the Hanging (2002)
- The Very Best of The Grateful Dead (2003)
- Beyond Description (2004)
- Rare Cuts and Oddities 1966 (2005)